# Sext Tarquini

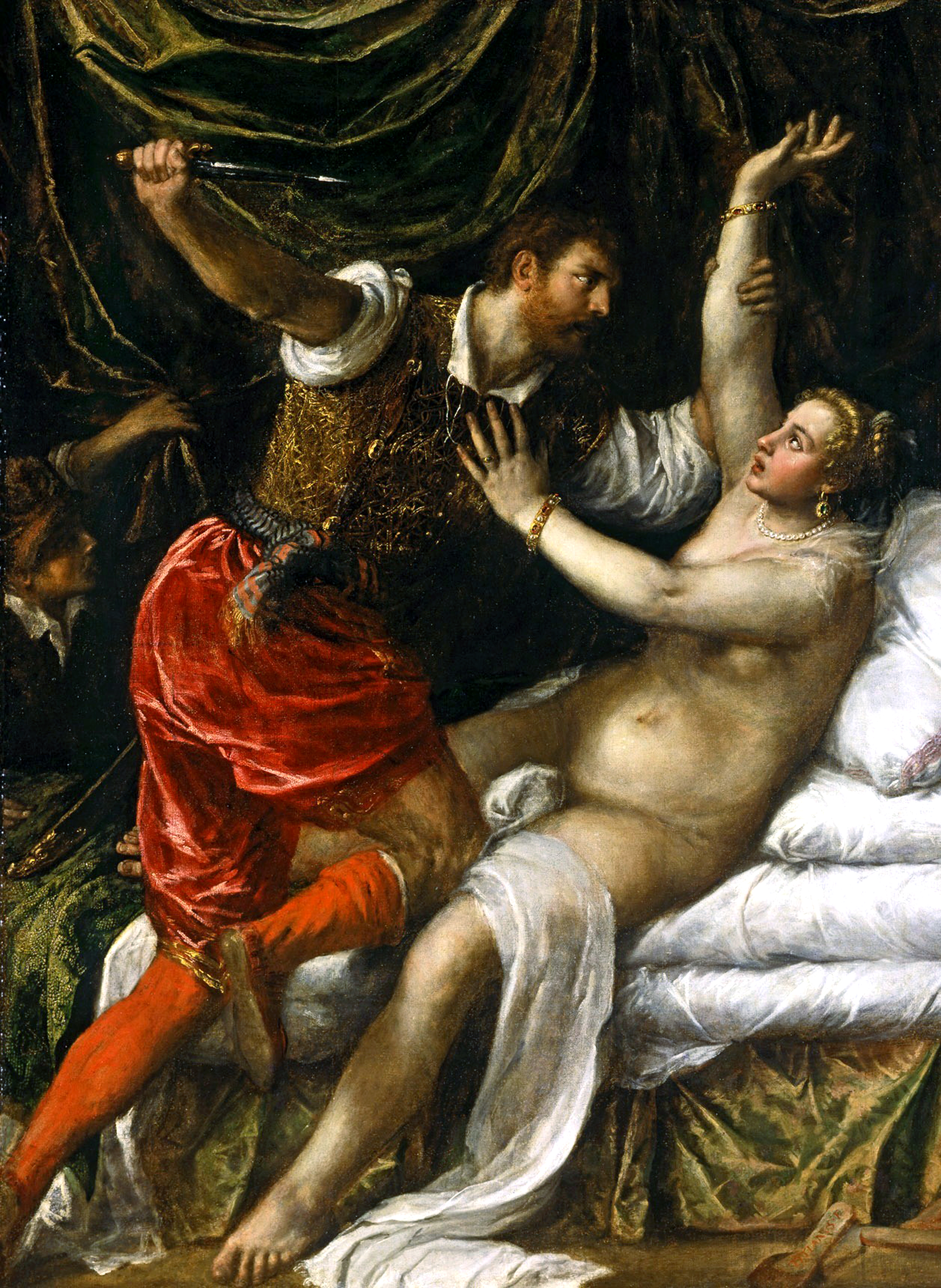
Sextus Tarquinius i Lucrècia en un quadre pintat per Ticià el 1571.

Sext Tarquini va ser un personatge de l'antiga Roma, de l'època de la monarquia (segle vi aC). Era fill de l'últim rei romà, Luci Tarquini el Superb i de la seva segona esposa, Túl·lia Minor i net de Luci Tarquini Prisc, cinquè rei de Roma. Tenia per germans Tit Tarquini i Arrunt.
Sextus Tarquinius va violar Lucrècia, que va acabar suïcidant-se. Lucrècia era esposa del seu cosí Luci Tarquini Col·latí, nebot del rei Luci Tarquini el Superb. La conducta depravada de Sextus Tarquinius va ser la culminació del descontentament del poble romà i va desencadenar una sèrie de revoltes que van concloure amb la fi de la monarquia romana i l'establiment de la república.
Segons Dionisi d'Halicarnàs, Sextus Tarquinius va morir a la batalla del Llac Regil l'ant 496 aC.

## Representacions artístiques
La violació i suïcidi de Lucrècia han estat objecte de nombroses representacions en les arts plàstiques, incloent-hi obres de Ticià, Rembrandt, Dürer, Rafael o Botticelli.